# Bogd Jan Uul
La Bogd Jan Uul (también escrito: Bogd Khan Uul o Bogd Han Uul, en mongol: Богд Хан Уул, lo que significa la Montaña del Santo Kan) es una montaña mongola, se encuentra en cercanía de la capital nacional, Ulán Bator, al sur de la misma. Tiene 2 261 metros de altura. Junto con otras montañas de la cordillera es considerada un lugar sagrado en las creencias del chamanismo, lugar de nacimiento del Gengis Kan.
La Montaña Bogd Jan Uul, junto con otras montañas de Mongolia, optan a ser Patrimonio de la Humanidad por la Unesco desde 2015, formando parte de su lista indicativa.

## Reconocimiento imperial
En 1778 el gobernador mongol de Juree (en actualidad Ulán Bator) llamado Sanzaidorj envió una carta al emperador Qianlong pidiendo su aprobación y reconocimiento para las ceremonias anuales dedicadas a la montaña Bogd Jan. La carta y la respuesta imperial están custodiadas por los Archivos Centrales Estatales de Mongolia.
En su carta el gobernador explicó la grandeza de la montaña, que era hogar para varios lamas discípulos de Jebtsundamba Kutuktu, que se creía que era dónde vivió Gengis Kan, que la montaña estaba siendo venerada por muchos príncipes, duques, gobernadores, lamas, hombres santos y sus discípulos del pueblo Jalja.
La administración del emperador en Pekín en respuesta decidió mandar a Mongolia dos veces al año, en primavera y otoño, inciensos y otros materiales necesarios para celebrar dichas ceremonias.